# Železna doba
Želézna dôba je arheološki naziv za stopnjo razvoja človeštva, na kateri so ljudje primarno uporabljali železo za izdelavo orožja in orodja.
Je zadnja doba triperiodnega sistema kovinskih dob, ki razdeljuje prazgodovinske družbe glede na uporabo različnih rudnih bogastev. Nekatere družbe so postopoma napredovale do železne dobe preko bakrene in bronaste dobe, medtem ko so nekatere napredovale neposredno iz kamene dobe.
Opredelitev železne dobe se razlikuje po posameznih regijah ter državah.
Na prostoru današnje Slovenije zajema železna doba 1. tisočletje pr. n. št.
Čas od 1000 pr. n. št. do 300 pr. n. št. imenujemo starejša železna doba, čas od 300 pr. n. št. do rimske zasedbe naših krajev proti koncu 1. stoletja pr. n. št. pa mlajša železna doba ali latenska doba. 
Najzgodnejši železni predmeti se pojavijo že v kontekstih predhodne pozne bronaste dobe. Predvsem na grobiščih zahodne Slovenije (notranjska in svetolucijska skupina starejše železne dobe - Škocjan, Tolmin ...) se že v 10. stoletju pr. n. št. kot pridatek pojavijo železni predmeti, ki nakazujejo kulturne kontakte z mediteranskimi kulturami Apeninskega polotoka in Egeje.
V osrednji in vzhodni Sloveniji se v teku 9. stoletja pr. n. št. kot pridatek v grobovih pojavijo nakitni predmeti iz železa (predvsem sponke za oblačila - fibule), ki nakazujejo drugačne kulturne povezave, z Balkanom in Panonijo.

## Starejša železna doba
Proizvodnja železa je bila tehnološko zahtevna in se je razvila razmeroma pozno. Pridobivanje železa se je v antiki najprej razvilo na vzhodu ob koncu 3. tisočletja pr. n. št. Prvi izdelki iz železa so bili na zahodu drobni železni predmeti v 11. in 10. stoletju pr. n. št., kasneje pa se začenja pojavljati v splošni proizvodnji orožja in orodja tudi na ozemlju Slovenije. Razvilo se je železarstvo predvsem zaradi obilice površinske železove rude in zgodnjih stikov domačega prebivalstva s sredozemskimi rudosledci in metalurgi. To obdobje železarstva v Evropi imenujemo Halštatsko obdobje v katerem se je razvila halštatska kultura. Ime je dobila po najdišču Hallstatt v Avstriji. Na Dolenjskem v današnji Sloveniji so bile skupnosti organizirane v družine in te v rodove, ki so jih vodili rodovni veljaki. Ti veljaki so imeli gospodarsko in družbeno premoč nad ostalimi člani skupnosti. Odlikovali so se z razkošno bojno opremo. Njihovo opremo so sestavljale železne sulice, bojne sekire, bronasti oklepi, izdelani po etruščanskih in grških vzorih, ter čelade. Izjemoma so nosili tudi meč, bodalo in imeli konja. Te predmete so dajali veljakom tudi v grob, pogosto so jim dodali še dragocene pivske posode.
V Amerikah in Avstralaziji ni bilo železne dobe, saj so metalurgijo spoznali šele s prihodom evropejskih kolonizatorjev.

### Starejša železna doba v Sloveniji
V Sloveniji je obdobje starješe železne dobe trajalo od sredine 8. stoletja pred našim štetjem do konca 4. stoletja pred našim štetjem, ko so ozemlje današnje Slovenije poseljevali Iliri ali Ilirom sorodna plemena. Starejša železna doba ali Halštatska kultura, kot se imenuje, se je v Sloveniji začela s poselitvijo južnih vznožij Alp z ilirskimi ljudstvi, ki so se tja preselila z območja severozahodnega Balkana ter Panoncev, ki so se na vzhodne predele današnje Slovenije preselila z območja med Savo in Donavo. V istem času so verjetno zahodne dele poseljevali Veneti.